# (1490) Limpopo
(1490) Limpopo – planetoida z pasa głównego asteroid okrążająca Słońce w ciągu 3 lat i 233 dni w średniej odległości 2,35 au. Została odkryta 14 czerwca 1936 roku w Union Observatory w Johannesburgu przez Cyrila Jacksona. Nazwa planetoidy pochodzi od rzeki Limpopo w południowo-wschodniej Afryce. Przed nadaniem nazwy planetoida nosiła oznaczenie tymczasowe (1490) 1936 LB.